# Madonna col Bambino e i santi Sebastiano e Rocco
Madonna col Bambino e i santi Sebastiano e Rocco è un affresco del pittore veronese Domenico Morone che, originariamente, abbelliva il portico che collega piazza dei Signori al cortile del palazzo del Capitanio a Verona, successivamente staccato per essere collocato nel museo di Castelvecchio.
Gli storici dell'arte considerano tale opera molto importante nella produzione di Domenico Morone in quanto si ritiene che possa essere l'anello di raccordo tra i lavori della sua prima fase con quelli della seconda. Molto probabilmente le innovazioni in esso riportate furono conseguenti agli aggiornamenti che il figlio Francesco aveva introdotto nella bottega paterna.
È stata osservata una somiglianza con un San Giacomo Maggiore tra san Girolamo e un santo diacono realizzato per l'ospedale del Corpus Domini, successivamente inglobato nel convento cittadino di Santa Maria a seguito della sua demolizione nel 1508 per motivi militari. Entrambe le opere vennero staccate nel 1875 da Pietro Nanin e in seguito collocate a Castelvecchio.